# محمد علي فتوح
محمد علي فتوح (1909 - 1997) هو صحفي وكاتب أغاني لبناني.

## حياته
ولد محمد علي فتوح سنة 1909 في شارع المنجدين (شارع المصارف حالياً)، التحق في سن مبكر بمدرسة الشيخ عباس، وحصل منها بشهادة البكالوريوس، وعين مدرساً للغة العربية في مدارس جمعية المقاصد، لكنه ترك التدريس، واستمار في تأليف الشعر الغنائي.

## زواجه
تزوج عام 1952  سعاد محمد، وكتب لها أغنية : " مظلومة يا ناس "، التي لحنها المرحوم محمد محسن، لمع اسم الثلاثي ( فتوح - سعاد - محسن ) و أصبح كل منهم علماً في مجاله. سعاد محمد والتي تزوجت من محمد علي فتوح رغم انها تصغره ب20 سنه
.. ولهذا الزواج قصه طريفه...
في
محلة تلة الخياط وفي العام 1952 كانت سعاد محمد ا. المصري تقطن مع عائلتها وتوفي والدها وهي في سنواتها الأولى....ففي سن السبع سنوات كانت تغنّي لكبار المطربات وتحفظ الالحان التي لا يقدر عليها سوى الكبار
في
سن 8 سنوات في منزل المطربه صباح
.. حتى ان الشيخ زكريا أحمد حين استمع الى صوتها وهي فـ اندهش لجمال صوتها واستغرب كيف أن طفلة بهذا العمر وبصوت ناضج وأمسك عودا وصاحبها بالغناء وقد غنّت من اعماله ونصح شقيقها بأخذها للقاهره.. ولكن والدتها وشقيقها رفضوا فكرة الغناء.. وكان فتوح ممن اعجبوا بصوتها ووقف مع أخيها الذي اقتنع بموهبتها وبأن عليها أن لاتهدر هذه الموهبه... لماذا لاتزوجوها لجاركم هادا الصحفي. وهكذا تم زواج
محمد التي تصغره 20 عاما.. ولكن الزواج صار
الورق.. وكان من نتاج هذا الزواج 6 أبناء وهم : فؤاد - جواد - رشاد - حماد – اياد وابنة واحدة
هي
المطربة المعتزله نهاد فتوح والتي تعيش في هولنده بعد ان تحجبت...
لم يطلق محمد علي فتوح زوجته الأولى بديعه مكاوي أم أولاده بسبب زواجه من سعاد محمد بل
هجرها..وهي، ابنة خاله التي انجبت له الزميل الكاتب والصحفي الأديب عماد الذي ورث عن والده عشقه للصحافة والأدب وأصبح له اسما معروفا في عالم الصحافة.. والمرحوم جهاد - والكاتبة والروائية المعروفة رفيف وزياد..وبعد عودة الحياة الى مجاريها وانفصاله عن سعاد محمد أنجبت له أصغر الأولاد والذي يعمل منتجا تلفزيونيا بديع.

## مسيرته
إستهواه العمل الصحفي، فبادر و صديقه محمد كامل طباره من كبار رجال الاعمال في بيروت، إلى تأسيس أول مجلة فنية في لبنان مجلة هوليوود، وصدرت عام 1936 باللغتين العربية والفرنسية، وتولي فتوح تحرير القسم العربي منها، أما القسم الفرنسي فكان يتولاه محمد كامل طباره، الذي كان يجيد الفرنسية، وقد توقفت هذه المجلة عن الصدور بسبب إندلاع الحرب العالمية الثانية، لتحول اهتمام الرأي العام من الجري وراء الأخبار الفنية،  الى متابعة مجريات الصراع الدائر بين الحلفاء ودول المحور.
وبعد توقف الحرب إنطلق فتوح في مجالي الصحافة والشعر الغنائي. الى معاودة نشاطه الصحفي مراسلا لعدد من الصحف والمجلات وخاصة المصرية.. الى جانب مواكبته للنهضة الفنية التي بدأت تأخذ أبعادها في لبنان وسوريه.
.

## أعماله
- كتب فتوح الألف الأغنيات، لعل أشهرها وأكثرها خلوداً (يا فجر لما تطل) غناء مصطفى كريدية.
- (حن يللي هجرت الروح) و(سنة حلوة يا جميل) غناء وألحان محمد عبد الوهاب، كما أصبحت 'سنة حلوة يا جميل أغنية الميلاد المفضلة،، بعد أن غنت بصوت صباح.
- غنت زوجته سعاد محمد من كلماته أكثر من 140 أغنية.

## جوائز
- حصل فتوح على العديد من الأوسمة منها:
- وسام العلوم والفنون من مصر.
- وسام الفن من لبنان.
- حصل علي تقدير خاص من جمعية المؤلفين والملحنين وناشري الموسيقىٰ في باريس: (.S.A.C.E.M) Société Des Auteur ,Compositeurs ,Et Éditeurs De musique.